# Sân bay Bourg – Ceyzériat
Sân bay Bourg – Ceyzériat (tiếng Pháp: Aéroport de Bourg - Ceyzériat) (IATA: XBK, ICAO: LFHS) là một sân bay có khoảng cách 5 km về phía đông Bourg-en-Bresse và tây bắc Ceyzériat, cả hai đều là commune trong tỉnh Ain thuộc vùng Auvergne-Rhône-Alpes của Pháp. Sân bay có 1 đường băng bằng asphalt dài 1139 mét.

## Hãng hàng không và tuyến bay
Không có tuyến bay thương mại thường lệ.